# Lošonec
Lošonec je obec na Slovensku v okrese Trnava. Nachází se v Chráněné krajinní oblasti Malé Karpaty.

## Zajímavosti
- římskokatolický kostel svaté Anny z roku 1714.
- přírodní rezervace Čierna skala
- přírodní rezervace Klokoč